# Eliomys
Eliomys is een geslacht van zoogdieren uit de familie van de slaapmuizen (Gliridae). De wetenschappelijke naam van het geslacht werd in 1840 gepubliceerd door Johann Andreas Wagner.

## Soorten
Er worden 3 soorten in dit geslacht geplaatst:
- Eliomys melanurus (Wagner, 1839) – Woestijnslaapmuis
- Eliomys munbyanus Thomas, 1903
- Eliomys quercinus (Linnaeus, 1766) – Eikelmuis